# Dunawzi

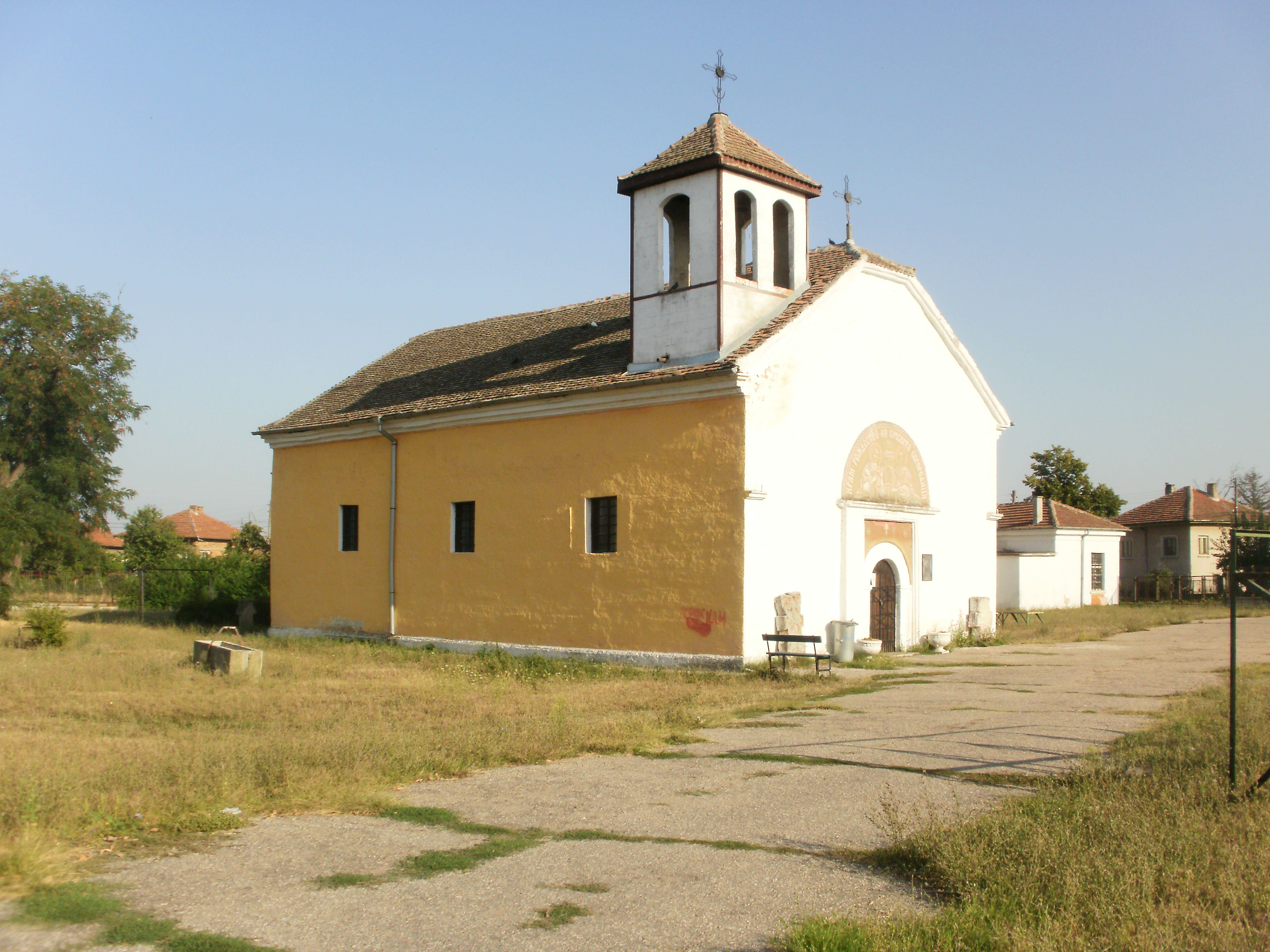
Orthodoxe Kirche

Dunawzi (bulgarisch Дунавци) ist eine Stadt sowie Teil der Gemeinde Widin im Nordwesten Bulgariens.

## Geographie
Die kleine Stadt liegt in der Widin-Tiefebene 8 Kilometer von der Stadt Widin und 1 km von der Donau entfernt. In Dunawzi zweigt die Straße zweiter Ordnung I-11, die dem Südufer der Donau flussabwärts folgt, von der Straße erster Ordnung I-1 (Europastraße 79) ab.
In Dunawzi leben 1.693 Einwohner (Stand: 31. Dezember 2022).

## Geschichte
Das heutige Stadtgebiet wurde am 12. Dezember 1955 aus den Dörfern Widbol und Gurkowo gegründet. Das neugebildete Dorf Dunawzi wurde am 11. September 1964 eine Siedlung städtischen Typs und am 4. September 1974 zur Stadt erhoben.
Das Dorf Widbol war seit 1949 Verwaltungszentrum der Gemeinde Widbol (Widbol mit Gurkowo und weiteren Dörfern). Das neugebildete Dorf Dunawzi wurde 1955 Verwaltungszentrum der Gemeinde Dunawzi. Die Gemeinde Dunawzi wurde 1987 aufgelöst und in die Gemeinde Widin eingebunden.